# Sipalolasma greeni
Sipalolasma greeni är en spindelart som beskrevs av Pocock 1900. Sipalolasma greeni ingår i släktet Sipalolasma och familjen Barychelidae.
Artens utbredningsområde är Sri Lanka. Inga underarter finns listade i Catalogue of Life.